# Iphione henshawi
Iphione henshawi är en ringmaskart som beskrevs av Pettibone 1986. Iphione henshawi ingår i släktet Iphione och familjen Polynoidae. Inga underarter finns listade i Catalogue of Life.